# Pablo Pérez Álvarez
Pablo Martín Pérez Álvarez, (Maracaibo, 19 de agosto de 1969) es un político y abogado venezolano. Fue gobernador de Zulia entre 2008 y 2012. Actualmente militante en el partido Unión y Cambio. Desempeñó el cargo de Secretario General de Gobierno del Estado Zulia y el 23 de noviembre de 2008 fue elegido Gobernador del Estado Zulia. Fue precandidato a la presidencia por su partido Un Nuevo Tiempo (UNT) en las primarias de la oposición del 12 de febrero de 2012, obteniendo el segundo lugar con un 30% de los votos. Es actual diputado electo a la Asamblea Nacional de Venezuela tras las elecciones parlamentarias de 2025 por las tarjetas de UNT y UNICA, esta última es formada por disidentes de Primero Justicia.

## Biografía

### Formación académica
Pablo Martín Pérez Álvarez nació el 19 de agosto de 1969. Es el mayor de cinco hermanos. Cursó la educación básica y secundaria en el colegio San Vicente de Paul.
Al graduarse de bachiller cursó la carrera de Derecho en la Universidad del Zulia (LUZ), de  la cual egresó con el título de Abogado en el año 1994. En esta misma Universidad prosiguió estudios de postgrado en el área de Derecho Público. Posteriormente realizó una especialización en Gerencia Municipal en el Instituto de Estudios Superiores de Administración (IESA).[cita requerida]

### Carrera política
Siendo estudiante universitario se inició en la  dirigencia estudiantil y la dirigencia política (en las filas de Acción Democrática). Fue miembro del Centro de Estudiantes de la Escuela de Derecho y Secretario de Deportes de la FCU, Responsable Universitario Regional de AD, director del programa Beca Salario del Ince y miembro de la Federación Venezolana de Básquet.
Pérez comenzó su quehacer gremial al incorporarse a la junta directiva del Colegio de Abogados del Estado Zulia. Allí ocupó cargos como secretario y vicepresidente,[cita requerida] y en 1995 ingresó a la Alcaldía de Maracaibo, cuando fue elegido Manuel Rosales Guerrero como alcalde de la ciudad.
Fue Asesor Jurídico de la Cámara Municipal, miembro de las comisiones de Transporte, Colectores y Saneamiento Ambiental de la ciudad, Metro de Maracaibo, Corredores Viales, así como de la Comisión de Desarrollo Deportivo y Comunal, se cuentan entre las funciones que cumplió dentro del ayuntamiento marabino.
En el año 2000, Manuel Rosales fue elegido como Gobernador del Estado Zulia, y Pablo Pérez fue requerido para diversas tareas. Fue director del Instituto Regional del Ambiente; posteriormente secretario privado del Despacho del Gobernador, y secretario de Prevención y Promoción Ciudadana.
Cuatro años más tarde, lanzó su candidatura a la Alcaldía de Maracaibo por los partidos Un Nuevo Tiempo y Acción Democrática, contando con el apoyo de la mayoría de las organizaciones políticas de la región. Sin embargo, el candidato a la reelección Gian Carlo Di Martino logró la victoria.
Fue director del programa Mercados Zulianos (MEZUL), y en 2006 asumió el cargo de Secretario de Gobierno, fungiendo en momentos como Gobernador Encargado.[cita requerida]
Tuvo los siguientes cargos:[cita requerida]
- Miembro del Centro de Estudiantes de la Escuela de Derecho de la Universidad del Zulia.
- Secretario de Deportes de la Federación de Centros Universitarios de la Universidad del Zulia.
- Secretario de la Junta Directiva del Colegio de Abogados.
- Vicepresidente de la Junta Directiva del Colegio de Abogados.
- Promotor de los estudios, planes y proyectos para la construcción del Metro de Maracaibo.
- Coordinador de la unidad de análisis y evaluación del transporte público urbano; conformado por la Red Maestra y la Red Secundaria de Maracaibo.
- Miembro de la Comisión Técnica de Planificación Urbana y Ornato de Maracaibo.
- Integrante del equipo planificador del Plan Maestro de Drenajes Naturales y Cañadas de Maracaibo.
- Enlace Institucional para el Proyecto Red de Gas de Maracaibo (REGMA).
- Asesor Jurídico de la Cámara Municipal de Maracaibo.
- Miembro de las comisiones de Transporte, Colectores y Saneamiento Ambiental de la ciudad de Maracaibo, Corredores Viales, Desarrollo Deportivo y Comunal.
- Director de los programas de Atención Social de la Alcaldía de Maracaibo.
- Presidente del Comité Organizador de los Primeros Juegos Deportivos Populares de Maracaibo y San Francisco.
- Director del Instituto Regional de Ambiente del Estado Zulia.
- Secretario Privado del Despacho del Gobernador del Estado Zulia.
- Secretario de Prevención y Promoción Ciudadana del Estado Zulia.
- Director del programa Mercados Zulianos (MEZUL).
- Miembro fundador de los programas de Becas "Jesús Enrique Lossada" y "Francisco Ochoa"
- Promotor de la aplicación del Nuevo Modelo de Gestión de Salud Pública de la Gobernación del Estado Zulia.
- Secretario General de Gobierno del Estado Zulia.

#### Gobernación del Estado Zulia
El 12 de agosto de 2008, Pablo Pérez inscribió formalmente su candidatura a la Gobernación de su estado natal, contando con el apoyo de la coalición opositora a Hugo Chávez, Unidad Nacional (Venezuela) conformada por 30 organizaciones políticas.
En las elecciones regionales de Venezuela de 2008, resulta elegido Gobernador del Zulia con el 53.59% de los votos, venciendo al progubernamental y exalcalde Gian Carlo Di Martino, su principal contendor.
En 2012, perdió en las elecciones regionales de Venezuela de 2012, obteniendo el segundo puesto con 690.808 votos, un 47,71% del total. Donde Arias Cárdenas (candidato del PSUV), obtuvo el triunfo.

#### Precandidatura a la Presidencia 2012
El 3 de noviembre de 2010, Pablo Pérez inscribe su precandidatura a las elecciones primarias de la Mesa de la Unidad Archivado el 6 de enero de 2012 en Wayback Machine., apoyado por la alianza de partidos de oposición de corte Socialdemócrata y Socialcristiano, constituida por Un Nuevo Tiempo a la cabeza y Acción Democrática, Copei, Convergencia, Movimiento al Socialismo y Gente Emergente como partidos aliados.

#### Inhabilitación política
En 2017 fue anunciada su inhabilitación política para ejercer cargos por diez años por una medida de la Contraloría General de la República. Fue revocada en 2024 como parte del acuerdo de Barbados, después de que Pérez solicitara un recurso de nulidad que fue aprobado por el del Tribunal Supremo de Justicia.